# Ciclone Fame
O ciclone Fame (classificação do JTWC: 13P; também conhecido como ciclone tropical Fame) é o sexto ciclone tropical da temporada de ciclones no Oceano Índico sudoeste de 2007-08. Fame formou-se de uma área de distúrbios meteorológicos ao noroeste de Madagascar. O ciclone moveu-se para o sul, atingindo a costa noroeste da ilha de Madagascar em 27 de Janeiro. Fame foi um ciclone de relativamente curta duração, atingindo seu pico de intensidade, com ventos constantes de 155 km/h, em 27 de Janeiro, exatamente no momento em que atingia a costa malgaxe. Fame dissipou-se sobre os terrenos montanhosos de Madagascar em 28 de Agosto, embora tenha se regenerado no Oceano Índico no dia seguinte. Em 1º de Fevereiro, o ciclone finalmente foi absorvido por outro ciclone.
Besalampy, Madagascar, foi intensamente afetada pelo ciclone, sendo que 98% das residências foram danificadas ou destruídas e 12 mortes foram confirmadas.

## História meteorológica

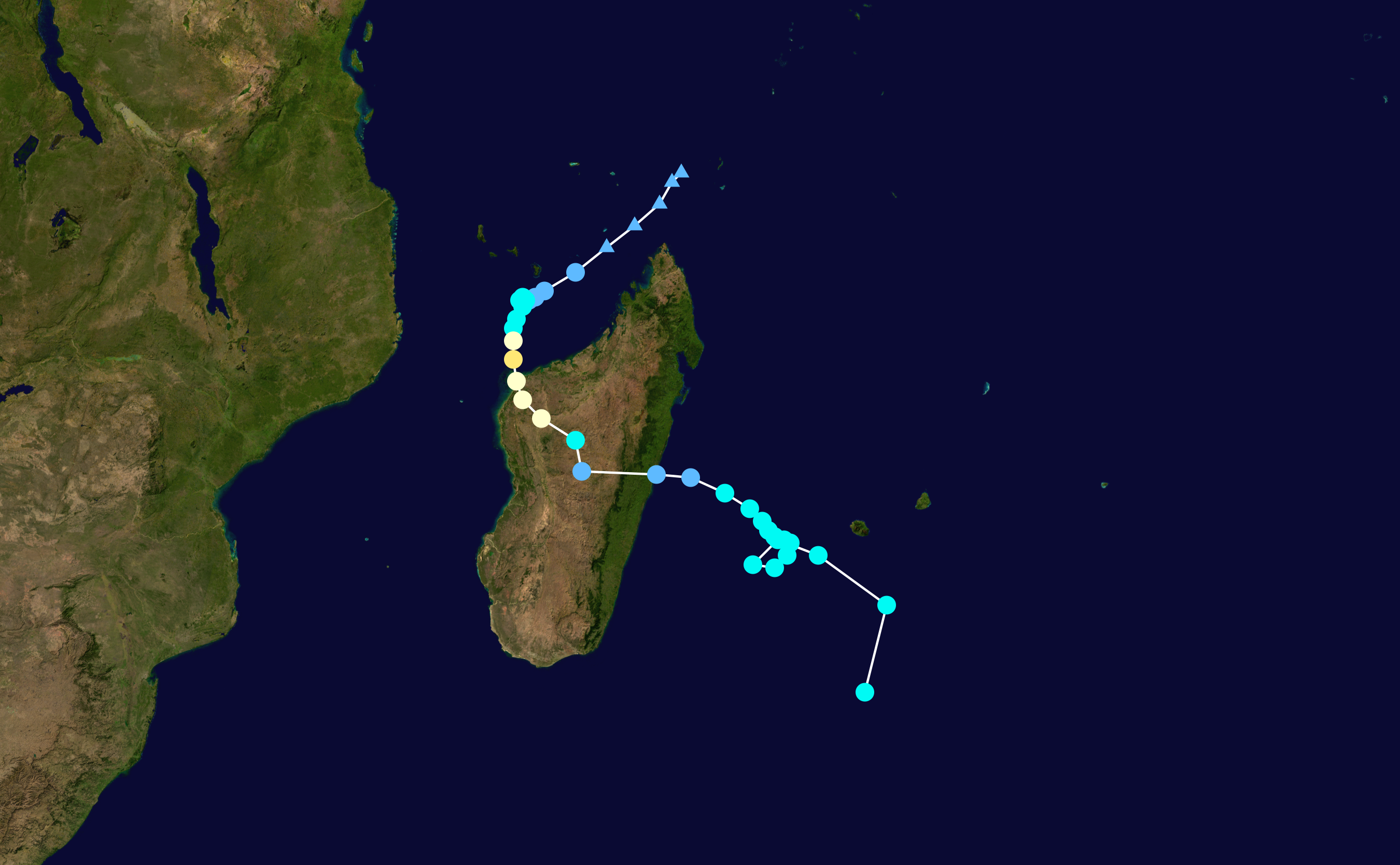
O caminho de Fame

Em 20 de Janeiro, uma área de distúrbios meteorológicos tornou-se alvo de monitoramento enquanto estava localizada a nordeste de Madagascar. No princípio, esta área começou a seguir para oeste, entretanto, com a formação de uma alta subtropical sobre Madagascar, o sistema começou a seguir para leste. Não houve mudanças significativas na aparência e na intensidade até 24 de Janeiro, quando o sistema começou a seguir para sudoeste, adentrando no Canal de Moçambique. No mesmo dia, a Météo-France começou a emitir avisos regulares sobre o recém-classificado perturbação tropical 08R. Com o enfraquecimento da alta subtropical sobre Madagascar, o movimento de Fame tornou-se quase estacionário. Com boas condições, o sistema começou a se intensificar e no começo da madrugada de 25 de Janeiro, a Météo-France classificou a perturbação como a depressão tropical 08R. Ao mesmo tempo, o Joint Typhoon Warning Center emitiu um aviso de formação de ciclone tropical sobre o sistema em desenvolvimento e em poucas horas, começou a emitir avisos regulares sobre o recém-classificado ciclone tropical 13S. Pouco depois, o CMRE de Reunião classificou o sistema como uma tempestade tropical moderada e deu-lhe o nome de Fame, o sexto sistema nomeado da temporada de ciclones no Oceano Índico sudoeste de 2007-08. Apresentando-se quase estacionário sobre o Canal de Moçambique, Fame continuou a se intensificar e em 26 de Janeiro, o CMRE de Reunião classificou novamente o sistema como uma tempestade tropical intensa. No dia seguinte, Fame começou a mover-se firmemente para o sul, em direção à costa noroeste de Madagascar, continuando a se fortalecer.

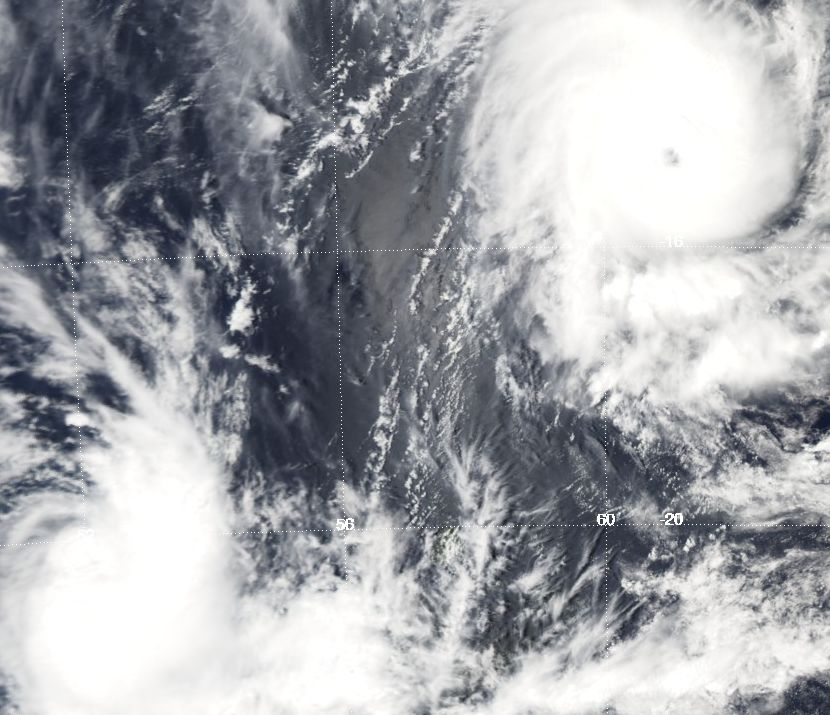
Fame e Gula sofrendo o efeito Fujiwara

No final de 27 de Janeiro, o CMRE de Reunião classificou novamente o sistema como um ciclone tropical (classificação equivalente a um furacão de categoria 1 no Oceano Atlântico). Segundo o CMRE de Reunião, Fame atingiu o pico de intensidade com ventos constantes (10 minutos sustentados) de 130 km/h. De acordo com o JTWC, Fame alcançou o pico de intensidade com ventos constantes (1 minuto sustentado) de 155 km/h. Ao mesmo tempo em que atingia o pico de intensidade, Fame atingiu a costa noroeste malgaxe, próximo à cidade de Besalampy. A partir de então, fame começou a se enfraquecer assim que sua circulação ciclônica se interagia com os terrenos montanhosos de Madagascar e no dia seguinte, dissipou-se próximo à capital do país, Antananarivo, ao mesmo tempo em que o CMRE de Reunião e o JTWC emitiram seus últimos avisos sobre o sistema. Entretanto, a área de baixa pressão remanescente de Fame emergiu no Oceano Índico, a leste de Madagascar, e voltou a se intensificar. A Météo-France voltou a emitir avisos regulares sobre a perturbação tropical 09R no final de 28 de Janeiro e no dia seguinte, a agência classificou novamente o sistema como uma depressão tropical. No mesmo dia, o JTWC emitiu um novo alerta de formação de ciclone tropical sobre o sistema em desenvolvimento. Em 30 de Janeiro, o JTWC voltou a emitir avisos regulares sobre o ciclone tropical 13S (Fame). No final daquele dia, a circulação ciclônica de Fame começou a interagir com a circulação ciclônica do ciclone Gula. Com a interação, ventos de cisalhamento foram gerados, enfraquecendo ambos os ciclones. Com a proximidade dos dois ciclones, Fame e Gula formaram um sistema binário, do mesmo modo que acontece com sistemas binários estelares. Fame e Gula começaram a girar em sentido horário em torno de um ponto em comum, fenômeno conhecido como efeito Fujiwara. Por fim, em 1º de Fevereiro, Fame foi abrovido pelo ciclone Gula.

## Preparativos e impactos
Assim que o ciclone Fame formou-se no Canal de Moçambique, o Serviço Nacional de Meteorologia de Moçambique recomendou aos cidadãos a observarem o ciclone e também para estocarem alimentos e água, pois era esperado que suas chuvas piorassem as cheias no país já tinham matado dezenas de pessoas. Era esperado que Fame trouxesse chuvas para as províncias setentrionais de Cabo Delgado, Nampula e Niassa, bem como as províncias centrais de Zambézia, Sofala, Tete e Manica.
Em 27 de Janeiro, o ciclone atingiu a costa noroeste de Madagascar, em Besalampy. Naquela cidade, a destruição por grande, já que foi afetada por ventos de até 140 km/h e chuvas torrenciais. As chuvas torrenciais atingiram grande parte do noroeste e do centro do país e causaram danos extensivos à residências e a agricultura. O socorro demorou em chegar devido às situações precárias das estradas e também pelas enchentes. Inicialmente, as avaliações dos danos foram feitas com aeronaves. Autoridades e agências de ajuda chamaram a atenção da comunidade internacional para a destruição causada pelo ciclone. Segundo o escritório nacional para preparativos de desastres naturais, treze pessoas morreram, 8.613 pessoas afetadas e 3.156 perderam suas residências. 350 hectares de plantações foram afetadas, 320 das quais são de arroz. Como muitas pessoas vieram pedir ajuda para as equipes de socorro, foi dado prioridade aos desabrigados inicialmente.